# Andrew Stockdale
Andrew James Stockdale (ur. 20 lipca 1976) – australijski muzyk hardrockowy, wokalista i gitarzysta zespołu Wolfmother założonego w roku 2000. W roku 2007 jako jego członek wygrał nagrodę dla „Kompozytora roku” przyznawaną australijskim artystom przez organizację APRA. W 2010 zagrał i zaśpiewał na singlu zatytułowanym "By the Sword", z albumu Slash byłego gitarzysty Guns N’ Roses.
Wychował się w mieście Brisbane. Na jego muzykę wpływ mieli przede wszystkim gitarzyści hardrockowi i metalowi z końca lat ’60 i początku ’70. Jego głos bywa określany jako skrzyżowanie głosów Roberta Planta i Ozzy’ego Ozbourne’a, a jego zachowanie na scenie jest często porównywane do zachowania Tony’ego Iommiego.
Stockdale gra na gitarach marki Gibson.

## Dyskografia

### Wolfmother
- Wolfmother
- Cosmic Egg
- New Crown

### Gościnnie
- Slash – w utworze "By the Sword" na płycie Slash.
- Record Club Becka – Songs of Leonard Cohen